# Andrezinho (músico)
André Silva, mais conhecido como Andrezinho (Rio de Janeiro, 17 de novembro de 1971), é um músico brasileiro.
Andrezinho é integrante do Grupo Molejo e filho do ex-diretor de bateria da Mocidade Independente de Padre Miguel, Mestre André, inventor das paradinhas.
Atualmente administra carreira solo e é diretor de bateria da Mocidade Independente de Padre Miguel.

## Biografia

### Carnaval
Andrezinho começou como músico aos cinco anos, com influência do seu pai, Mestre André, que comandou a bateria da Mocidade Independente de Padre Miguel entre 1956 e 1980, quando faleceu. Apesar de ser filho do diretor de bateria, não contava com privilégios, e por ter pouca idade, não podia desfilar como ritmista. Com nove anos, em 1981, Andrezinho saiu à frente da bateria da Mocidade Independente de Padre Miguel num tripé homenageando o pai já falecido e permaneceu no posto até 1984. No ano seguinte, no enredo «Ziriguidum 2001 — Carnaval nas Estrelas», desfilou na Comissão de Frente. Em 1986, o músico pôde desfilar pela bateria, e ficou até 1989, quando no ano seguinte, novamente, veio representar seu pai, no enredo «Vira, Virou, a Mocidade chegou», que contava a história da agremiação e seus personagens. Andrezinho desfilou no carro que homenageava Mestre André.
Em 1992, assumiu a direção de Bateria da Escola de Samba Leão de Nova Iguaçu, que estreava no Grupo Especial e, tornando-se assim, o mais novo Mestre de bateria à época. Em 1993, voltou a Mocidade, onde permaneceu até 2005. Para o carnaval de 2009, Andrezinho recebeu o convite da presidência para ser coordenador de bateria. Saiu no ano seguinte, e retornou em 2012, onde permanece até hoje.

### Pagode
Na década de 90, juntamente a Anderson Leonardo, deu início a um projeto musical que levou ao Grupo Molejo. O grupo fez grande sucesso na década de 90, com as músicas "Caçamba", "Brincadeira de Criança", "Dança da Vassoura", "Samba Rock do Molejão", "Paparico", "Cilada", "Clínica Geral", "Ah, Moleque", "Samba Diferente", "Pensamento Verde", "Assim Oh", &c. Andrezinho permaneceu no grupo até 2006. Com o grupo, Andrezinho participou de oito discos.
Em carreira solo, tem parcerias entre os mais renomados sambistas da atualidade, como Arlindo Cruz e Dudu Nobre. Em 2016, voltou a integrar o Molejo.

### Vida pessoal
Desde dezembro de 2020, namora a comissária de bordo Bárbara Fernandes, a "Babi".